# ミクロモノスポラ属
ミクロモノスポラ属（Micromonospora）は真正細菌の放線菌門放線菌綱ミクロモノスポラ目ミクロモノスポラ科の属の一つである。

## 解説
グラム陽性であり、胞子を形成し、一般に好気性であり、分岐した菌糸体を形成する。土壌および水圏にて腐生性生物として生息する。さまざまな種が、ゲンタマイシン、ムタマイシン、ネチルマイシン、レチマイシン、シソマイシン、ベルダマイシン、カリケアミシン、タービンマイシンなど、英語名のスペルが -micin で終わるアミノグリコシド系抗生物質を産生する。これらは海洋動物の微生物叢で発見された強力な新しい抗真菌薬であり、英語名が-mycin で終わるほとんどのアミノグリコシド系抗生物質 (ネオマイシンやストレプトマイシンなどで、Streptomyces spp. によって産生される) とは異なる。